# Drömplanket
Drömplanket, är en TV-serie för barn av och med Per Dunsö och Ola Ström. Serien hade premiär i TV2 hösten 1980. En uppföljare Drömplanket, nymålat kom 1981. Ytterligare två serier gjordes, Drömplanket 3 (1983) och Nya Drömplanket (1984).
I programmen sitter Ola och Per i var sin soptunna. Bo Mårtensson, senare känd i Solstollarna som wienerbrödskunden Skumberg, medverkar också. Här som Gårdsmusikanten. En LP med sånger ur de tre första omgångarna av serien gavs ut 1983.

## Avsnitt
| Säsong | Avsnitt | Datum            | Medverkande                                                   | Medverkande                                                 |
| ------ | ------- | ---------------- | ------------------------------------------------------------- | ----------------------------------------------------------- |
| 1      | 1       | 2 november 1980  | Per Dunsö Ola Ström                                           |                                                             |
| 1      | 2       | 9 november 1980  | Per Dunsö Ola Ström                                           |                                                             |
| 1      | 3       | 16 november 1980 | Per Dunsö Ola Ström                                           |                                                             |
| 1      | 4       | 23 november 1980 | Per Dunsö Ola Ström                                           |                                                             |
| 1      | 5       | 30 november 1980 | Per Dunsö Ola Ström                                           |                                                             |
| 2      | 1       | 3 maj 1981       | Per Dunsö Ola Ström Bo Mårtensson Truls Ström Lotta Göransson | Anna Ohlsson Anna Sundberg Pieter Sjösten Nicklas Schechter |
| 2      | 2       | 10 maj 1981      | Per Dunsö Ola Ström Bo Mårtensson Truls Ström Lotta Göransson | Anna Ohlsson Anna Sundberg Pieter Sjösten Nicklas Schechter |
| 2      | 3       | 17 maj 1981      | Per Dunsö Ola Ström Bo Mårtensson Truls Ström Lotta Göransson | Anna Ohlsson Anna Sundberg Pieter Sjösten Nicklas Schechter |
| 2      | 4       | 24 maj 1981      | Per Dunsö Ola Ström Bo Mårtensson Truls Ström Lotta Göransson | Anna Ohlsson Anna Sundberg Pieter Sjösten Nicklas Schechter |
| 2      | 5       | 31 maj 1981      | Per Dunsö Ola Ström Bo Mårtensson Truls Ström Lotta Göransson | Anna Ohlsson Anna Sundberg Pieter Sjösten Nicklas Schechter |
| 3      | 1       | 16 januari 1983  | Per Dunsö Ola Ström Bo Mårtensson Truls Ström Lotta Göransson | Anna Ohlsson Anna Sundberg Pieter Sjösten Håkan Nyberg      |
| 3      | 2       | 23 januari 1983  | Per Dunsö Ola Ström Bo Mårtensson Truls Ström Lotta Göransson | Anna Ohlsson Anna Sundberg Pieter Sjösten Håkan Nyberg      |
| 3      | 3       | 30 januari 1983  | Per Dunsö Ola Ström Bo Mårtensson Truls Ström Lotta Göransson | Anna Ohlsson Anna Sundberg Pieter Sjösten Håkan Nyberg      |
| 3      | 4       | 6 februari 1983  | Per Dunsö Ola Ström Bo Mårtensson Truls Ström Lotta Göransson | Anna Ohlsson Anna Sundberg Pieter Sjösten Håkan Nyberg      |
| 3      | 5       | 13 februari 1983 | Per Dunsö Ola Ström Bo Mårtensson Truls Ström Lotta Göransson | Anna Ohlsson Anna Sundberg Pieter Sjösten Håkan Nyberg      |
| 4      | 1       | 18 februari 1984 | Per Dunsö Ola Ström Bo Mårtensson Truls Ström Lotta Göransson | Catherine Hansson Håkan Nyberg                              |
| 4      | 2       | 25 februari 1984 | Per Dunsö Ola Ström Bo Mårtensson Truls Ström Lotta Göransson | Catherine Hansson Håkan Nyberg                              |
| 4      | 3       | 3 mars 1984      | Per Dunsö Ola Ström Bo Mårtensson Truls Ström Lotta Göransson | Catherine Hansson Håkan Nyberg                              |
| 4      | 4       | 10 mars 1984     | Per Dunsö Ola Ström Bo Mårtensson Truls Ström Lotta Göransson | Catherine Hansson Håkan Nyberg                              |
| 4      | 5       | 17 mars 1984     | Per Dunsö Ola Ström Bo Mårtensson Truls Ström Lotta Göransson | Catherine Hansson Håkan Nyberg                              |

### Fotnoter
1. ↑  http://solstollarna.se/tvserier_dromplanket.htm
2. ↑  http://solstollarna.se/tvserier_dromplanket_nymalat.htm
3. ↑  http://solstollarna.se/tvserier_dromplanket_3.htm
4. ↑  http://solstollarna.se/tvserier_nya_dromplanket.htm
5. ↑  http://smdb.kb.se/catalog/id/001692764
6. ↑  http://smdb.kb.se/catalog/id/001692789
7. ↑  http://smdb.kb.se/catalog/id/001692813
8. ↑  http://smdb.kb.se/catalog/id/001692838
9. ↑  http://smdb.kb.se/catalog/id/001692862
10. ↑  http://smdb.kb.se/catalog/id/001694242
11. ↑  http://smdb.kb.se/catalog/id/001694264
12. ↑   http://smdb.kb.se/catalog/id/001694288
13. ↑  http://smdb.kb.se/catalog/id/001694311
14. ↑  http://smdb.kb.se/catalog/id/001694335
15. ↑  http://smdb.kb.se/catalog/id/001717693
16. ↑  http://smdb.kb.se/catalog/id/001717748
17. ↑  http://smdb.kb.se/catalog/id/001717808
18. ↑  http://smdb.kb.se/catalog/id/001717869
19. ↑  http://smdb.kb.se/catalog/id/001717924
20. ↑  http://smdb.kb.se/catalog/id/001720258
21. ↑  http://smdb.kb.se/catalog/id/001720281
22. ↑  http://smdb.kb.se/catalog/id/001720302
23. ↑  http://smdb.kb.se/catalog/id/001720322
24. ↑  http://smdb.kb.se/catalog/id/001720341